# Chemnitz
Chemnitz (IPA: /ˈkʰɛmnɪt͡s/, , in sorabo Kamjenica, in italiano desueto Chemnizio, dal 1953 al 1990 chiamata Karl-Marx-Stadt) è una città extracircondariale (kreisfreie Stadt) tedesca di 248 563 abitanti dello Stato federato (Land) della Sassonia.
Terza città per popolazione del Land, dopo Lipsia e Dresda, e 28ª dell'intera Repubblica federale, è anche parte della regione metropolitana della Germania centrale (Metropolregion Mitteldeutschland), oltre a essere sede della direzione del Land della Sassonia (Landesdirektion Sachsen). È stata scelta per essere capitale europea della cultura nel 2025 insieme a Gorizia e Nova Gorica.

## Geografia fisica
Terza città per popolazione del suo Land dopo Lipsia e Dresda, Chemnitz si trova nella parte centro-meridionale della Sassonia, non lontana dal confine con la Repubblica Ceca. È situata nel bacino dei Monti Metalliferi, la presenza del fiume (chiamato anch'esso Chemnitz) ha favorito lo sviluppo della città.
A Chemnitz si possono trovare più di mille ettari tra parchi, prati e boschi. Nel territorio comunale si trovano anche delle aree protette.
Essendo situata vicino ai Monti Metalliferi, le precipitazioni sono elevate.

### Struttura della città
La città è divisa in 39 località. Einsiedel, Euba, Grüna, Klaffenbach, Kleinolbersdorf-Altenhain. Mittelbach, Röhrsdorf e Wittgensdorf si sono aggiunti a Chemnitz dopo il 1990 e quindi hanno dei diritti speciali.

## Origini del nome
Il nome Chemnitz deriva da quello dell'omonimo fiume che scorre attraverso la città; tale toponimo, a sua volta, deriva dalla parola soraba Kamenica, "ruscello di pietra". Diverse variazioni del nome sono attestate dal XII secolo, mentre la forma attuale con l'iniziale "Ch" al posto di "K" risale agli anni 1630. La città venne rinominata Karl-Marx-Stadt dal 1953 al 1990 sotto la Repubblica Democratica Tedesca, in onore di Karl Marx, primo teorizzatore del socialismo scientifico.

## Storia
Nel 1136 l'imperatore Lotario II costituì vicino a Chemnitz il monastero St. Marien che ricevette il diritto di commercio nel 1143. Più tardi, presumibilmente dopo il 1170, Federico I fondò un abitato vicino al fiume, che fu spostato poco dopo. Fino al 1308 Chemnitz era una città libera dell'Impero e già nel medioevo un centro economico e del commercio.
Il 13 novembre 1382 ebbe luogo a Chemnitz la suddivisione di Chemnitz, l'accordo cioè fra gli eredi di Federico III, margravio di Meißen e langravio di Turingia, per la spartizione della sua eredità.
Verso la fine del XVIII secolo Chemnitz diventò un centro industriale con un forte potere economico, a Chemnitz-Harthau iniziò nel 1798 la rivoluzione industriale in Sassonia. Chemnitz fu perfino chiamata "Manchester della Sassonia" o Rußnitz (Ruß=fuliggine). Un'azienda importante di quei tempi era per esempio la Wanderer (che produceva biciclette, macchine ecc.), la quale entrò poi a far parte dell'Auto Union. A cavallo fra il XIX e il XX secolo, Chemnitz era la città più ricca della Germania. Nel 1877 il diritto di brevetto fu introdotto qui, e fu soprattutto grazie alle macchine prodotte a Chemnitz che fu introdotto il Made in Germany in Inghilterra.
Alla fine della seconda guerra mondiale Chemnitz subì attacchi aerei, perché vi erano costruiti i motori per i Panzer VI Tiger I. I bombardamenti inglesi del 13-14 febbraio e del 5 marzo 1945 distrussero soprattutto il centro, mentre i bombardamenti americani si concentrarono sulle stazioni e sulle fabbriche di armamenti. Su Chemnitz furono sganciate in totale 7 360 tonnellate di bombe. Salvo poche eccezioni, tutte le chiese ed edifici ufficiali del centro andarono distrutti, così come un quarto delle abitazioni. Quindi, finita la guerra, il centro fu ricostruito diversamente rispetto a com'era prima, per esempio alcune strade oggi non esistono più.

### Sviluppo dopo il 1945

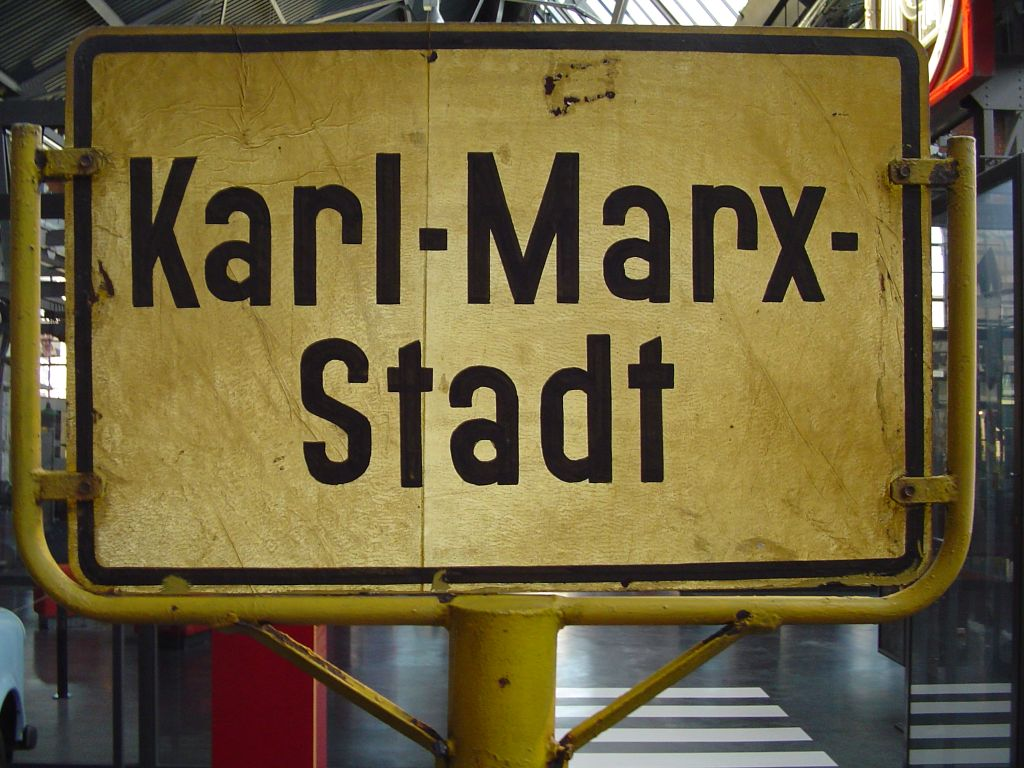
Vecchio cartello

Con la suddivisione della Germania in due stati, uno nell'orbita dell'Europa occidentale e l'altro in quella sovietica, Chemnitz entrò a far parte del secondo. Nel 1952 il nome di Chemnitz fu cambiato con un decreto in Karl-Marx-Stadt. Invece di ricostruire la città com'era prima, il governo volle costruire una città simbolo del socialismo. Così anche la rete stradale fu ripianificata interamente, sebbene non tutti i piani siano poi stati realizzati.
La priorità era quella di costruire più abitazioni: per questo, anche dopo la guerra, tanti edifici storici sono stati demoliti con lo scopo di avere più spazio per costruire condominii, tipicamente in stile Plattenbau (piastre di calcestruzzo). Fra le aziende della DDR fondate dopo il 1945 si può citare la Barkas, operante nel settore automobilistico.

### Sviluppo dopo il 1990
Il 1º gennaio 1990, poco dopo la caduta del muro di Berlino, la città riprese il vecchio nome di Chemnitz.
Dopo il 1990 il centro di Chemnitz, come unica grande città della DDR, fu riprogettato nuovamente, in situazione paragonabile al dopoguerra. Alcuni architetti famosi, come Hans Kollhoff, Helmut Jahn (autore del Sony-Center a Berlino) e Christoph Ingenhoven, hanno disegnato bozzetti per un nuovo centro. Da allora, più di 66 000 metri² di supermercati e negozi sono stati costruiti, ma tuttora la ristrutturazione non è del tutto terminata.
Il 1º gennaio 1999 alla città di Chemnitz vennero aggregati i comuni di Grüna, Mittelbach, Röhrsdorf e Wittgensdorf.

## Monumenti e luoghi d'interesse

### Architetture civili
- Roter Turm (Torre rossa): la torre rossa è il ricordo del medioevo più noto di Chemnitz. La parte inferiore, fatta di sassi, risale al XII o XIII secolo. Indagini fatte negli anni cinquanta hanno rivelato che questa torre è molto più vecchia delle mura cittadine. Solo nel 1555 fu aggiunta la parte superiore di mattoni rossi. Ai giorni nostri la torre viene utilizzata come museo, però attualmente (2010) non è visibile perché sotto ristrutturazione.

- Altes Rathaus (Municipio vecchio): il municipio vecchio è un edificio gotico costruito tra il 1496 e il 1498. Da allora è stato rinnovato più volte. Bruciò interamente nella seconda guerra mondiale. Rifacendolo, fu ampliato e aggiunto un piano. La torre attaccata al municipio vecchio risale al XII secolo, cadde nella notte tra il 3 e il 4 febbraio 1946 e fu ricostruita successivamente.

- Neues Rathaus (Municipio nuovo): il nuovo municipio fu costruito tra il 1907 e il 1911, il porticato risale al XIV secolo e appartenne in precedenza alla scuola di latino, la quale fu demolita per costruire il municipio. Per ricordare gli incendi della seconda guerra mondiale, il municipio non è stato più pulito da allora.

- Siegertsches Haus: al mercato si trova la casa di Siegert con una bellissima facciata in stile barocco. Fu costruita da Johann Christoph von Naumann negli anni 1737 - 1741. Solo la facciata in mezzo rimase intatta durante la seconda guerra mondiale, il resto fu rifatto negli anni cinquanta.

- Monumento a Karl Marx: questa statua, realizzata dall'artista sovietico Lev Kerbel', è il simbolo di Chemnitz e si trova davanti agli edifici della Brückenstraße, precedente Karl-Marx-Allee. Nei tempi della RDT il Partito Socialista Unificato di Germania aveva la sua sede regionale in questi edifici, come il consiglio del distretto. Dietro la statua di Marx, attaccato al muro dell'edificio, c'è un pannello enorme con la frase «Proletari di tutti i paesi, unitevi!» in lingua tedesca, inglese, francese e russa.

- Stadthalle Chemnitz: costruita tra il 1969 ed il 1974 (inaugurata il 4 ottobre 1974) è una sala polifunzionale situata nel centro della città. Dispone di una grande sala con 1828 posti e una piccola sala con 560 posti.

- Arktisch-Alpiner Garten der Walter-Meusel-Stiftung (Orto botanico artico-alpino della Fondazione Walter Meusel): orto botanico specializzato in piante artiche e alpine fondato nel 1956 da Walter Meusel.

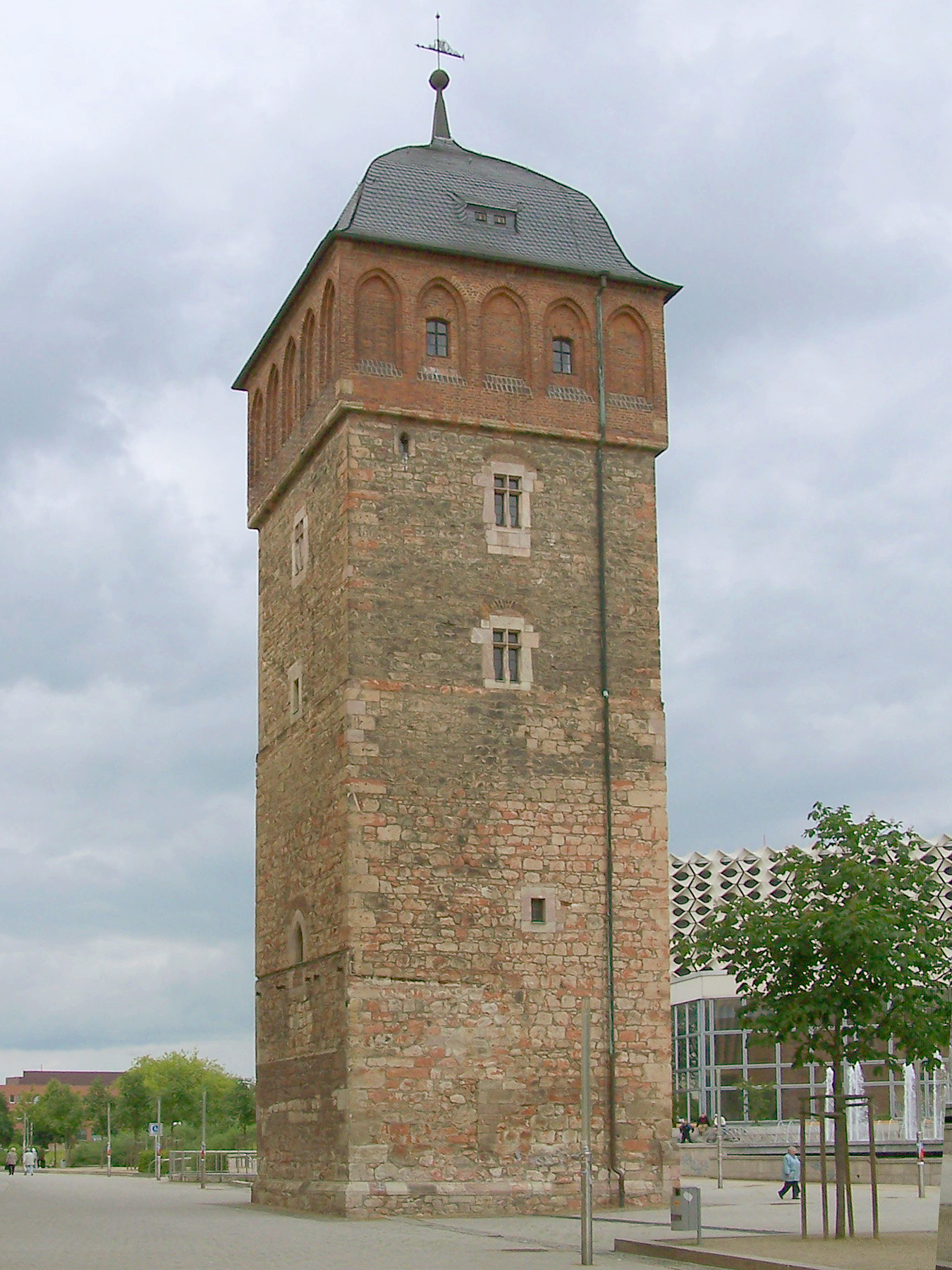
Roter Turm
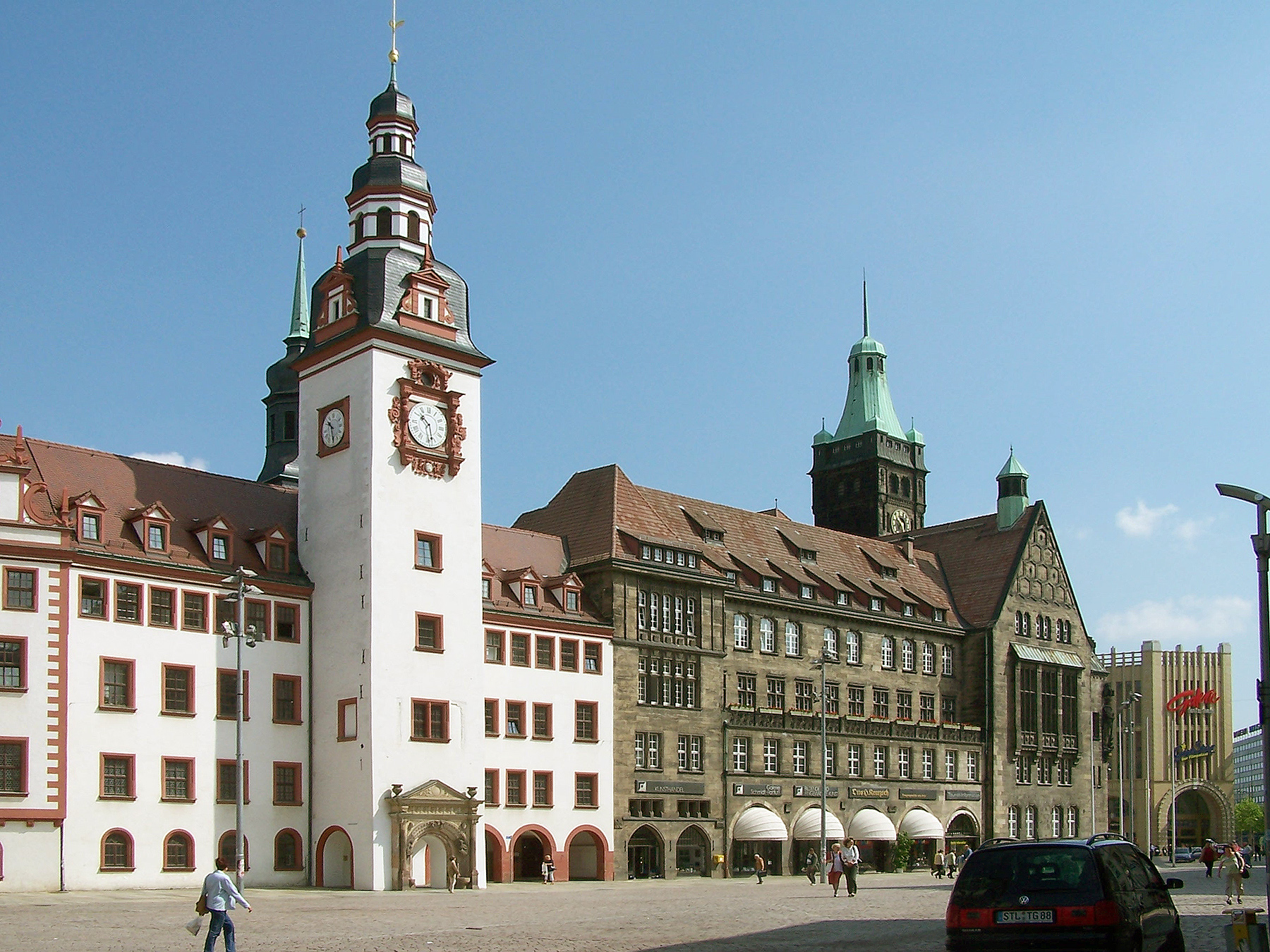
I due municipi, a sinistra quello vecchio
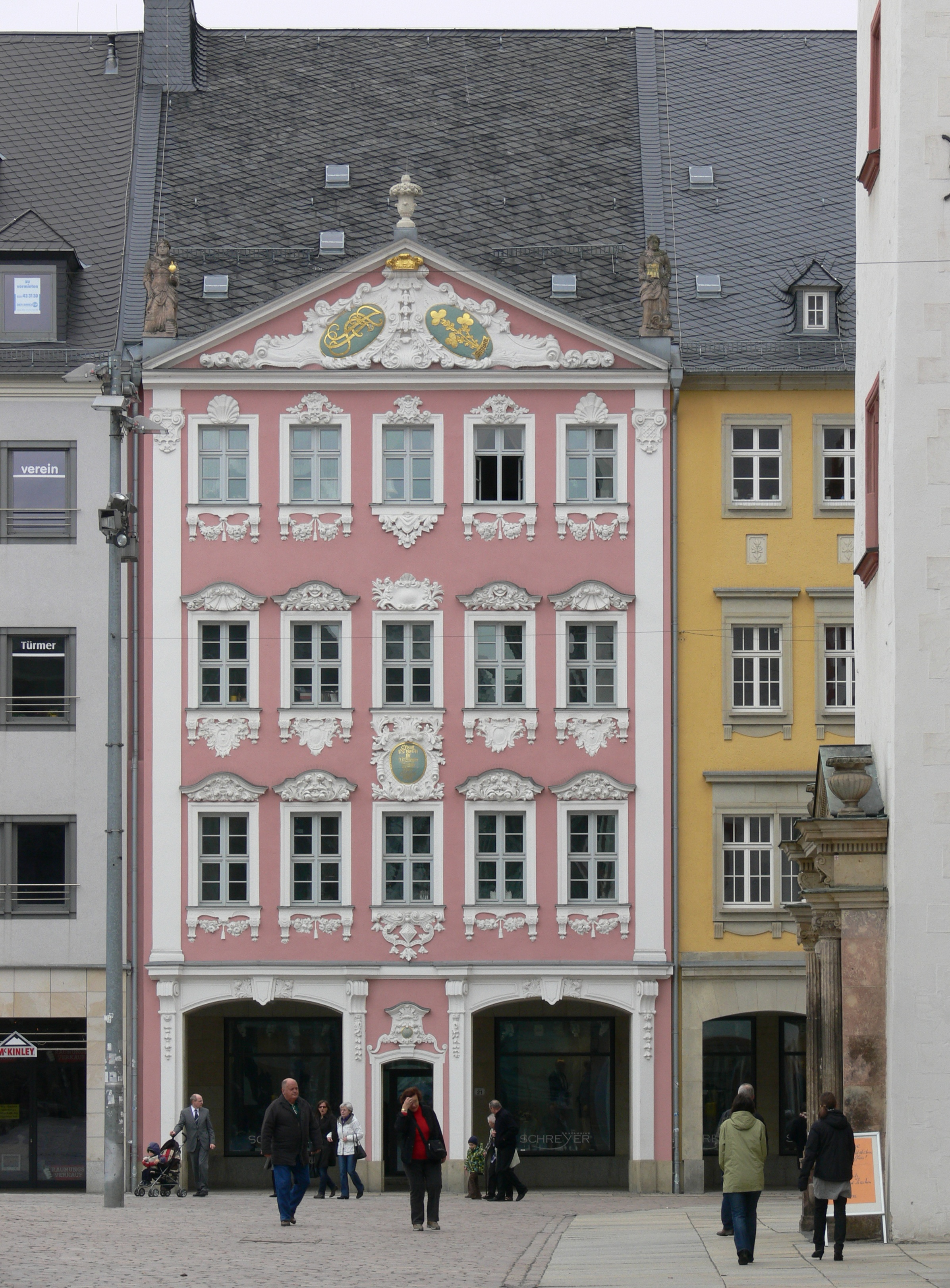
Siegertsches Haus
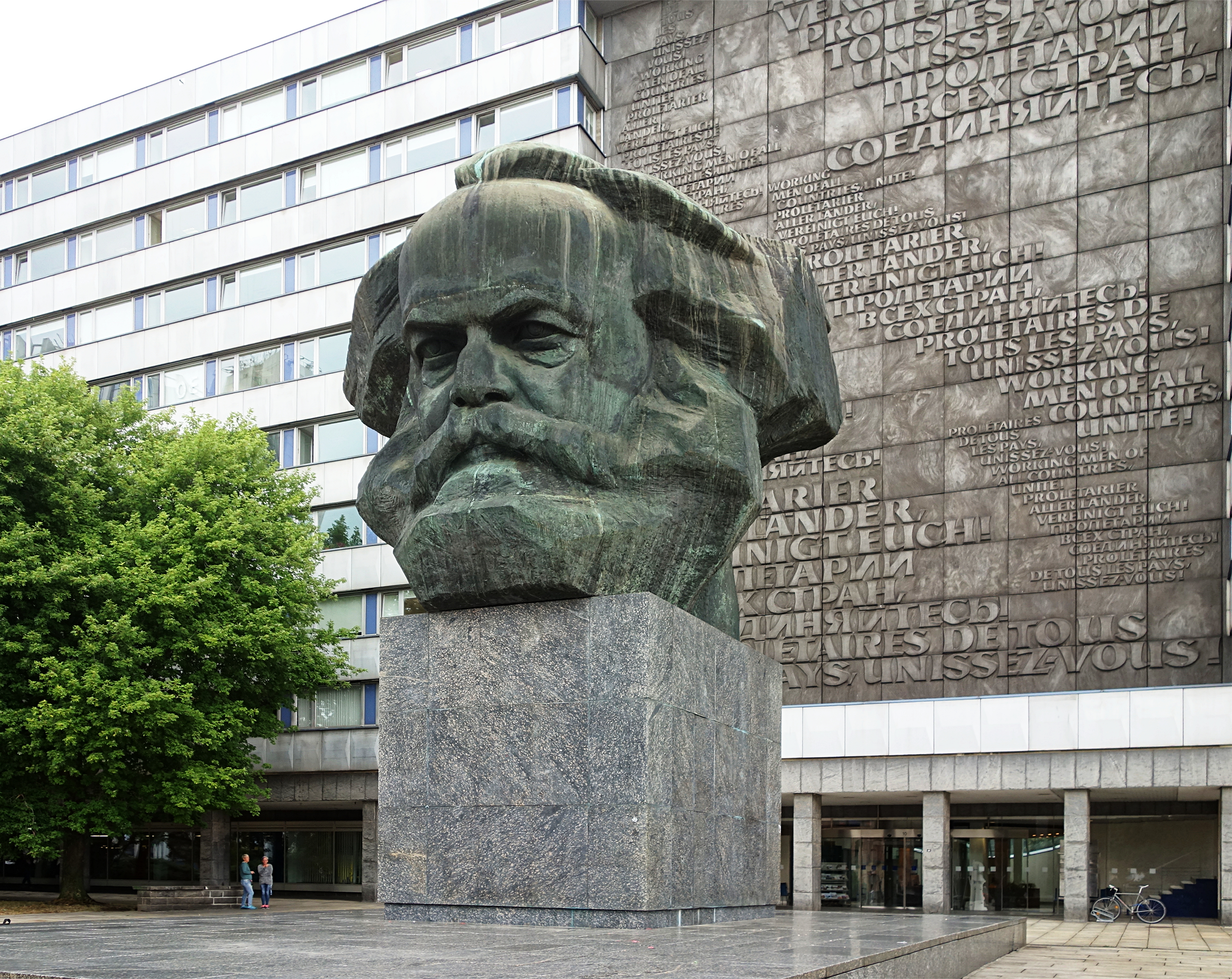
Monumento a Karl Marx

## Società

### Religione
L'80% degli abitanti è ateo.
Chemnitz è stata per secoli una città protestante, successivamente si è formata una comunità cattolica. All'inizio del XX secolo c'era anche una comunità ebraica. Durante la seconda guerra mondiale la sinagoga di Chemnitz fu distrutta e fu ricostruita solo nel 2002.
Esiste anche una comunità musulmana, gruppi di testimoni di Geova e altre religioni minori.

## Economia

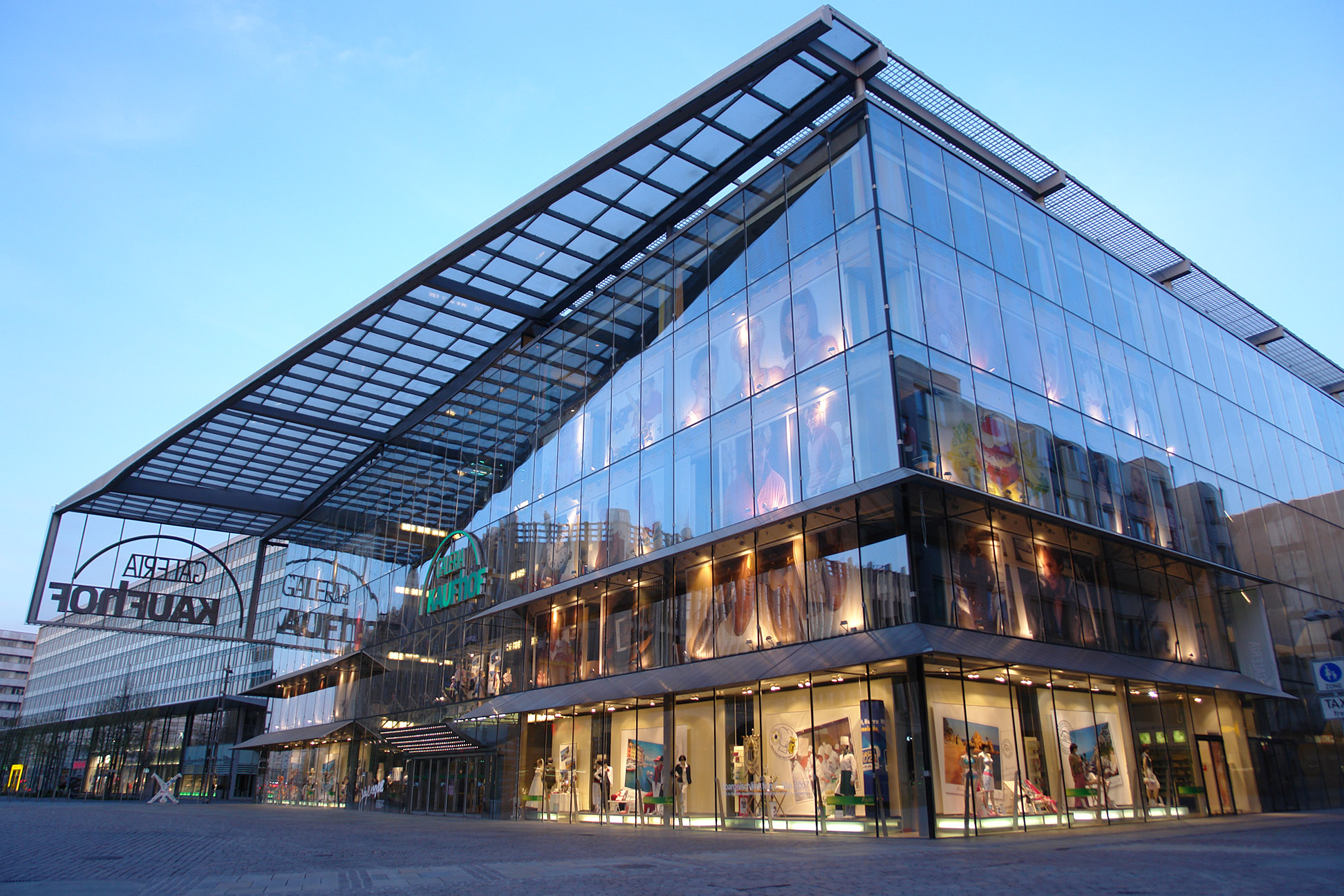
Negozio di vetro, ideato da Helmut Jahn

Dal 1995 sono nate più di 7 000 nuove aziende nell'area di Chemnitz. Famose compagnie come IBM, ThyssenKrupp e Volkswagen hanno stabilimenti nella zona.

### Turismo
Sono 215 000 i turisti che visitano Chemnitz ogni anno. In media, vi rimangono 2 giorni.

## Infrastrutture e trasporti

### Strade
Due autostrade si snodano attraverso Chemnitz, l'A4 da Erfurt a Dresda che incrocia a Chemnitz l'A72 proveniente da Hof. Attualmente stanno lavorando su un prolungamento dell'A72 fino a Lipsia.

### Ferrovie

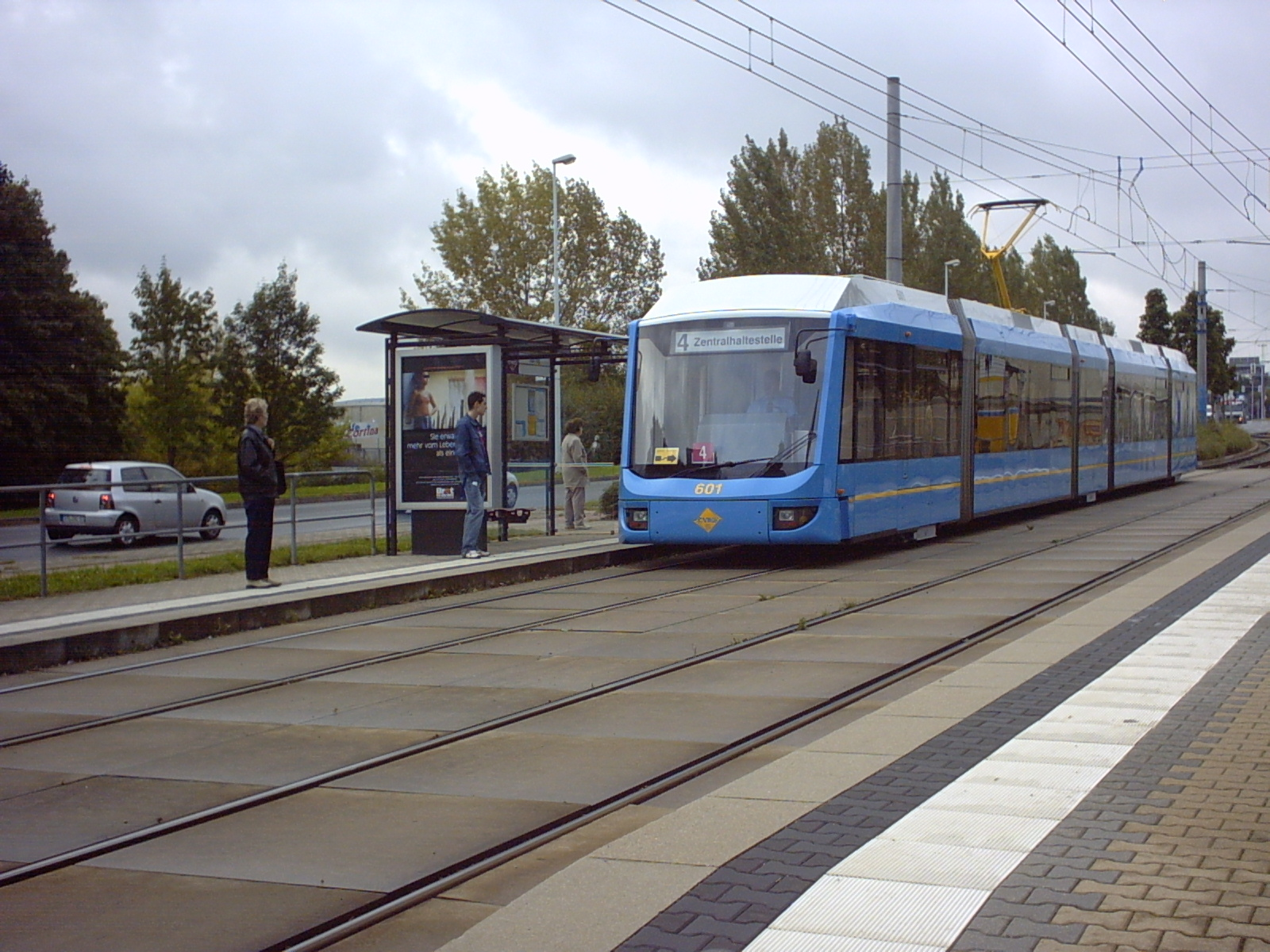
Un moderno tram per le vie cittadine

Chemnitz, attraverso la stazione di Chemnitz Hauptbahnhof, è connessa tramite rete ferroviaria a Lipsia e a Dresda dal 1852. La rete fu costantemente ampliata, nel 1858 fino a Zwickau, nel 1866 fino a Annaberg, a Limbach-Oberfrohna nel 1872.
Oggi esistono collegamenti sulle tratte Dresda-Zwickau, Dresda-Hof-Norimberga, Chemnitz-Erfurt-Göttingen. Ci sono altrettante connessioni per Lipsia, Vejprty, Aue, Stollberg, Burgstädt e Hainichen. Attualmente i binari per Grüna e Limbach-Oberfrohna non vengono usati, neanche per la spedizione di merci.

### Aeroporti
A sud di Chemnitz si trova l'aeroporto Chemnitz-Jahnsdorf, che è in corso di ampliamento, anche se attualmente non ci sono voli di linea.
Gli aeroporti vicini sono l'aeroporto di Dresda (80 km), l'aeroporto Lipsia/Halle (LEJ, 90 km) e l'aeroporto Lipsia-Altenburg (50 km), usato da Ryanair.

### Autobus e tram
Per il trasporti urbano ci sono 53 linee di autobus e quattro linee di tram.

## Amministrazione

### Gemellaggi
Chemnitz è gemellata con 12 città nel mondo:
- Tampere, dal 1961
- Lubiana, dal 1966
- Arras, dal 1967
- Timbuctù, dal 1968
- Ústí nad Labem, dal 1970
- Łódź, dal 1974
- Mulhouse, dal 1981
- Manchester, dal 1983
- Volgograd, dal 1988
- Düsseldorf, dal 1988
- Akron, dal 1997
- Taiyuan, dal 1999

## Sport
La locale squadra calcistica è il Chemnitzer, attualmente militante nella NOFV-Oberliga, quarta serie tedesca.
La squadra di pallacanestro è il BV Chemnitz 99.
La squadra di pallavolo è il Fighting Kangaroos - CPSV e milita attualmente nella 2. Bundesliga Süd - femminile serie B - Girone Sud tedesca.

## Galleria d'immagini

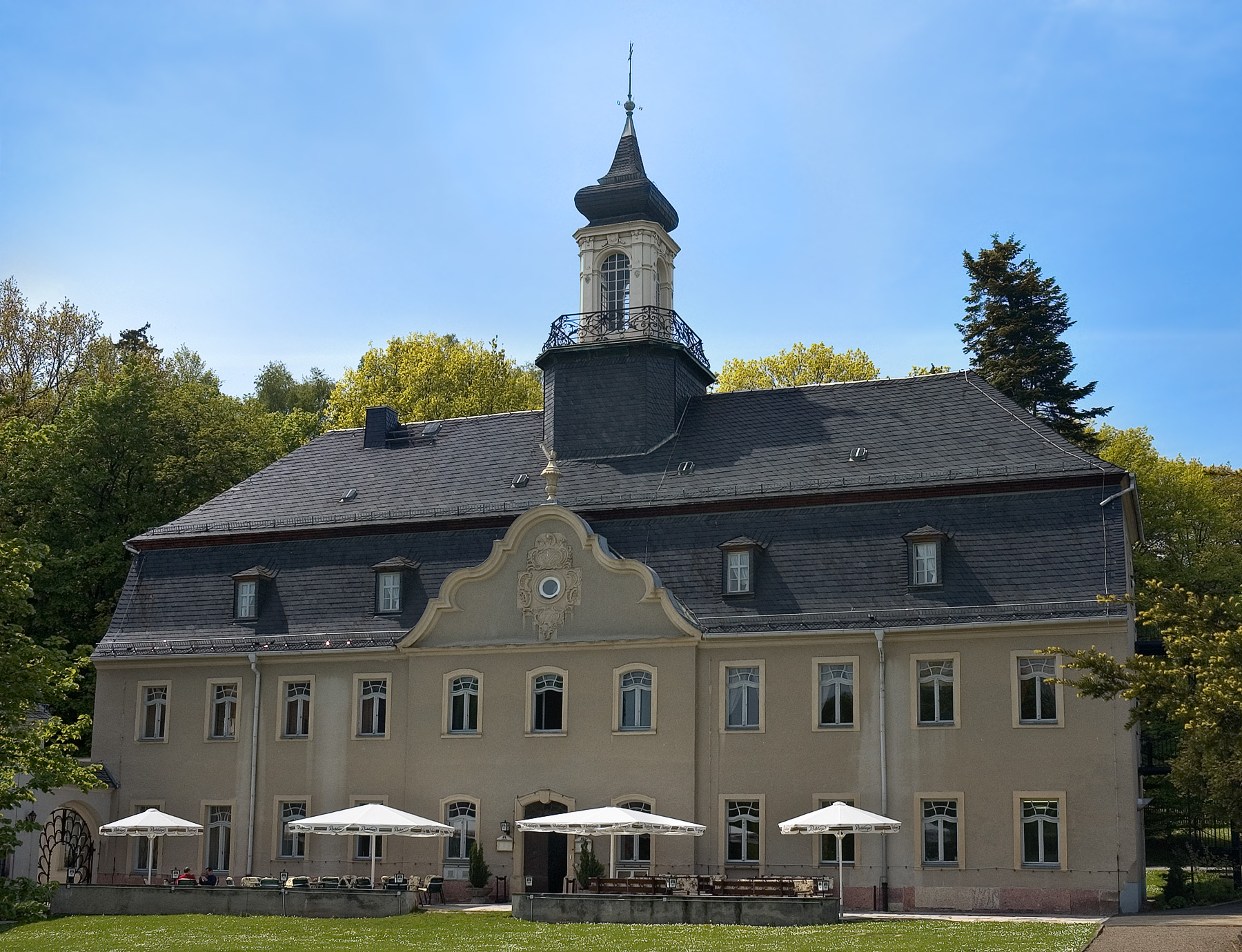
Castello Rabenstein
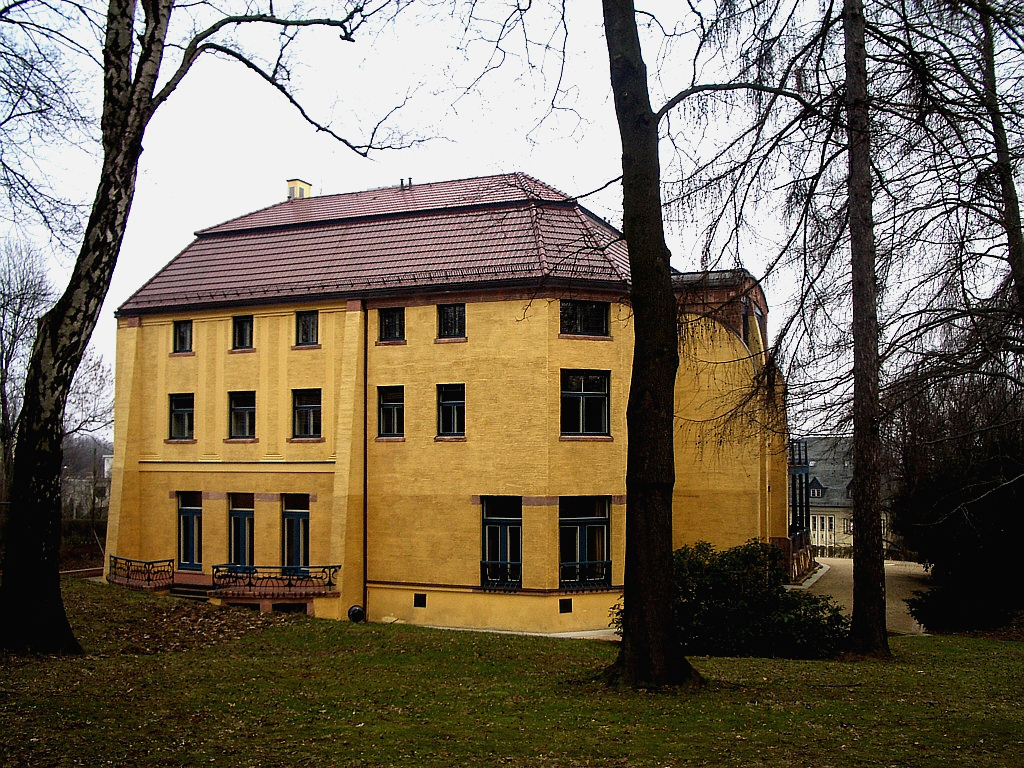
Villa Esche
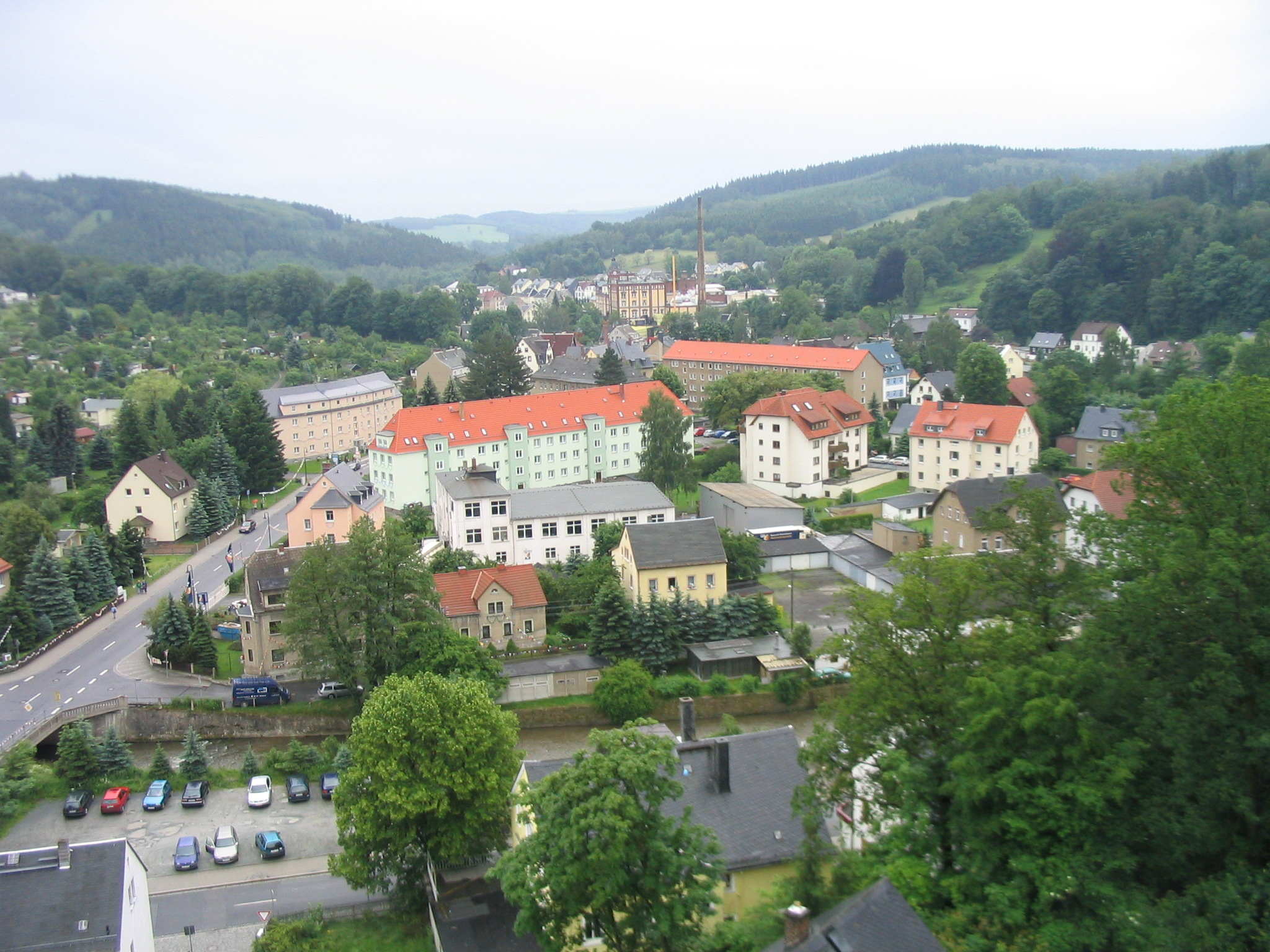
Einsiedel
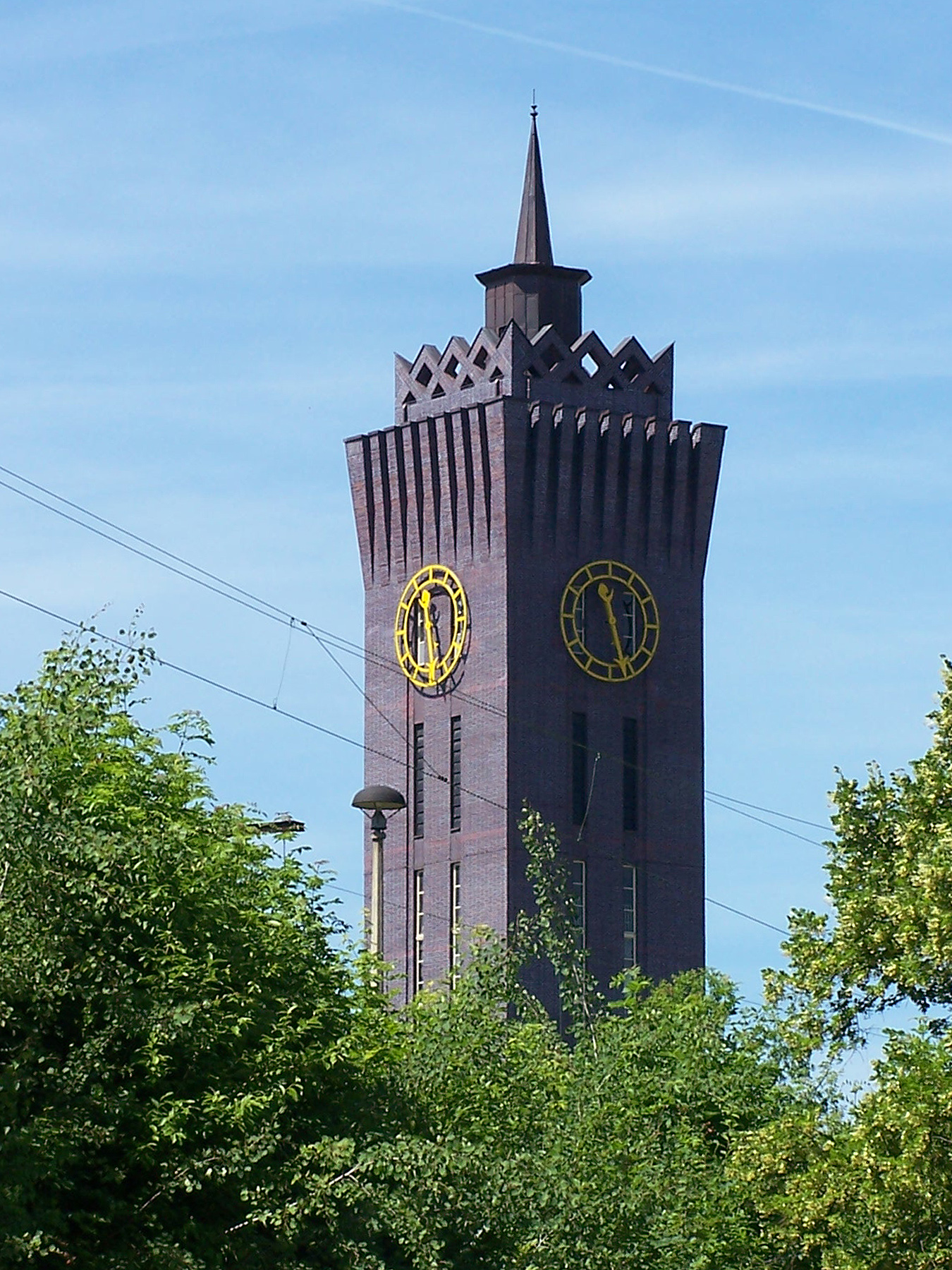
Torre dell'orologio
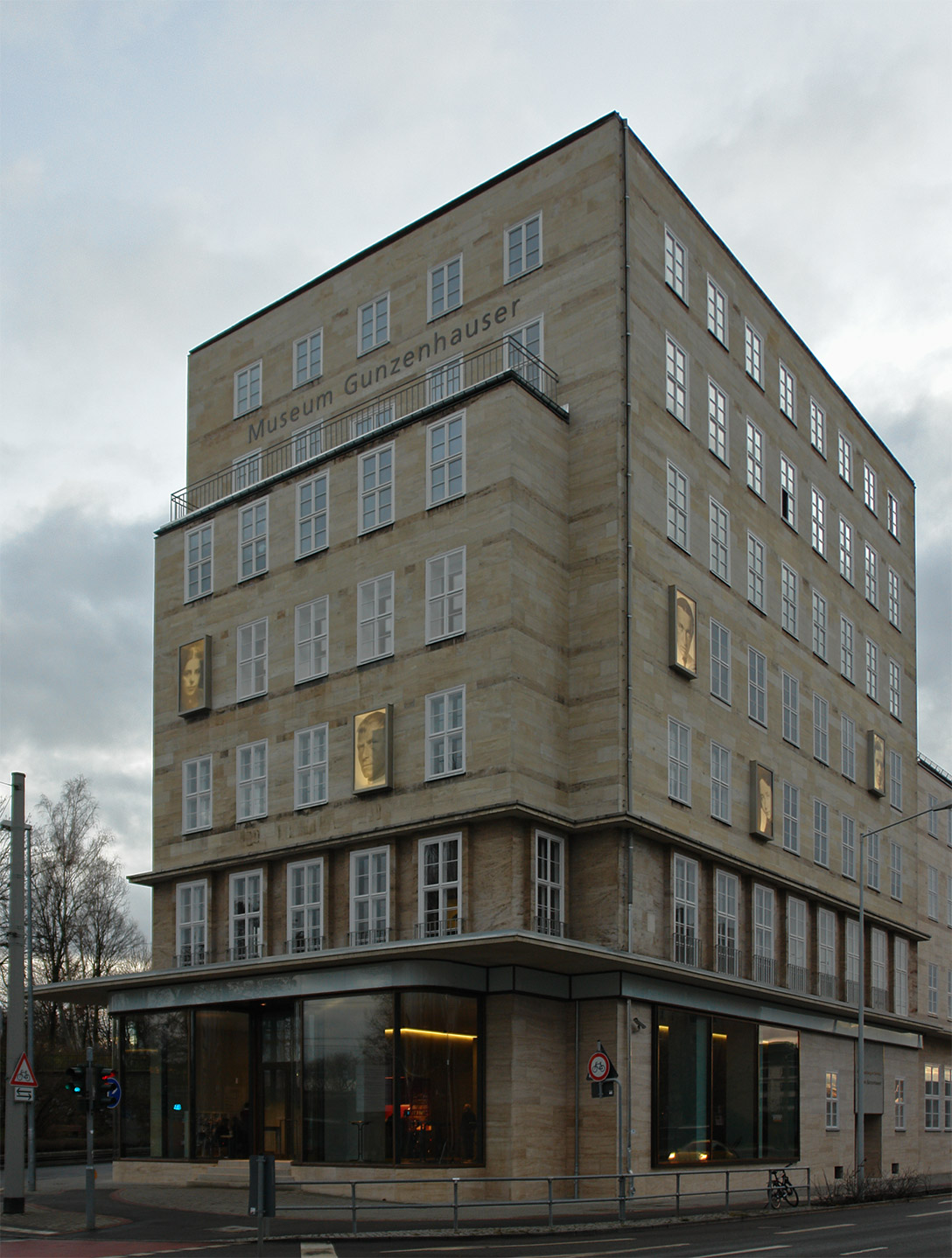
Museum Gunzenhauser